# Operazione Giacinto
L'operazione Giacinto (in polacco: Akcja "Hiacynt") è stata un'operazione segreta di massa della polizia comunista polacca, condotta negli anni 1985-87. Il suo scopo era quello di creare un database nazionale di tutti gli omosessuali polacchi e delle persone che erano in contatto con loro, e ha portato alla registrazione di circa 11.000 persone.

## Inizio
Ufficialmente, la propaganda polacca affermava che le ragioni per l'avvio dell'azione erano le seguenti:
- paura del virus HIV scoperto di recente, poiché gli omosessuali erano considerati un gruppo ad alto rischio,
- controllo delle bande criminali omosessuali
- lotta alla prostituzione.

Tuttavia, molto probabilmente, i funzionari della Służba Bezpieczeństwa (SB) volevano raccogliere prove compromettenti, che sarebbero poi state utilizzate per ricattare le persone coinvolte. Inoltre, queste persone sarebbero state più disponibili a collaborare con i servizi di sicurezza, inoltre si ipotizza che l'operazione facesse parte della più ampia azione volta a combattere l'opposizione anticomunista. Gli agenti dell'SB sono stati inviati per verificare la presenza di movimenti illegali di opposizione nei gruppi LGBT.

## L'operazione
L'Operazione Giacinto, su ordine del Ministro degli Interni Czesław Kiszczak, iniziò il 15 novembre 1985. Quella mattina, in diversi collegi, fabbriche e uffici in tutta la Polonia, funzionari dell'SB arrestarono numerose persone sospettate di essere omosessuali o di avere rapporti con gruppi omosessuali. Gli arrestati avevano fascicoli speciali intitolati 'Karta homoseksualisty' (Carta di un omosessuale) e alcuni di loro sono stati convinti a firmare una dichiarazione:
Io (nome e cognome) sono omosessuale dalla nascita. Ho avuto più partner nella mia vita, tutti erano adulti. Non sono interessato ai minori.
Oltre a firmare il documento, agli arrestati fu ordinato di fornire le impronte digitali, alcuni di loro sono stati ricattati per descrivere parti intime della loro vita sessuale, e altri sono stati ricattati per denunciare i loro colleghi.
L'operazione è durata fino al 1987, ma i file sono stati aggiunti fino al 1988. È stato stimato che siano stati documentati circa 11.000 omosessuali, e questi file sono ora chiamati "Różowe kartoteki" (Indice delle carte rosa). I membri della comunità LGBT avevano chiesto all'Institute of National Remembrance di distruggere i file, ma l'IPN ha risposto che sarebbe stato illegale.

## Conseguenze
A causa dell'Operazione Giacinto, i membri della comunità gay decisero di andare "in clandestinità" e di coprire ancora più a fondo il loro orientamento sessuale, molti di loro lasciarono la Polonia e l'operazione stessa fu criticata dai mass-media occidentali. Il governo polacco ha negato le accuse, il portavoce Jerzy Urban, interrogato nel dicembre 1988 da Kay Winthers del Baltimore Sun,  ha affermato che un'operazione del genere non ha mai avuto luogo.
La prima persona che divenne nota come vittima di questa operazione fu un attivista gay Waldemar Zboralski.
L'8 dicembre 1988, il professor Mikołaj Kozakiewicz ha discusso l'operazione con il generale Kiszczak. Quest'ultimo ha ammesso che i servizi di sicurezza polacchi possedevano "fascicoli rosa", ma solo con documentazione di persone coinvolte in attività criminali. Kozakiewicz in seguito ha affermato di avere prove a sostegno dell'affermazione secondo cui i file coprivano anche quegli omosessuali che non erano coinvolti in crimini. Durante lo stesso incontro, entrambi hanno discusso della creazione della prima organizzazione LGBT legale in Polonia.
Nel settembre 2007, due attivisti LGBT, Szymon Niemiec e Jacek Adler di www.gaylife.pl, hanno chiesto all'Institute of National Remembrance di aprire un'indagine contro il "crimine comunista" e il generale Kiszczak. In data 15 febbraio 2008 l'Istituto ha emesso un comunicato in cui scriveva che l'operazione era legale, alla luce della normativa degli anni '80. L'Istituto si rifiutò di aprire un'inchiesta, sostenendo che Giacinto fosse un'operazione di carattere preventivo, il cui scopo era quello di infiltrarsi nei circoli omosessuali ermetici e nei loro collegamenti con la criminalità organizzata. Questa decisione è stata criticata tra i membri della comunità LGBT.

## L'operazione Giacinto nella cultura popolare polacca
Nel 2015, in occasione del 30º anniversario dell'evento, sono stati pubblicati due libri che raccontano dell'operazione Giacinto:
- "Pink files" (in polacco "Różowe Kartoteki") di Mikolaj Milcke (ed. polacca Dobra Literatura) - storia romanzata del politico di destra, che in gioventù fu detenuto sotto l'operazione Giacinto
- "Codename Hyacinth" (in polacco "Kryptonim Hiacynt") di Andrzej Selerowicz (ed. polacca Queermedia)

Nell'ottobre 2021, un thriller poliziesco polacco Operation Hyacinth diretto da Piotr Domalewski e interpretato da Tomasz Ziętek è stato distribuito su Netflix.